# Collisione aerea di La Thuile
La collisione aerea di La Thuile è un incidente aereo verificatosi il 25 gennaio 2019, in Valle d'Aosta, nel comune di La Thuile.
L'incidente è avvenuto poco prima delle 16 a quasi 3000 metri di quota.

## Velivoli
I due velivoli coinvolti nell'incidente sono un elicottero AS350 e un SAN Jodel D.140.

## Incidente
Il San Jodel portava 3 persone, il pilota insieme a due allievi. L'unico superstite dell'aereo fu il pilota francese, successivamente imputato per disastro aereo colposo e omicidio colposo plurimo aggravati, condannato in primo grado a 6 anni e 8 mesi di reclusione, ridotti in appello a 4 anni e 6 mesi.
Nell'elicottero AS 350 B3 erano presenti 6 persone, delle quali 5 morte e una gravemente ferita.
L'aereo francese partì da Megève, un altiporto in Savoia. Si trovava a 3000 metri di quota e a poche decine di metri dal suolo quando improvvisamente entrò in collisione con l'elicottero. Secondo la sentenza di condanna a carico del pilota dell'aereo francese, il pilota ha sconfinato in suolo italiano illecitamente e senza comunicarlo alle autorità aeree, con l'intenzione ulteriore di atterrare sul ghiacciaio. L'indagine ha altresì scagionato totalmente il pilota dell'elicottero.

## Indagini
L'inchiesta è stata portata avanti dall'Agenzia nazionale per la sicurezza del volo. Nella relazione finale, pubblicata nel giugno 2021, viene indicato:
(ANSV, RELAZIONE D’INCHIESTA - INCIDENTE occorso agli aeromobili AS350 B3 marche I-EDIC e Jodel D.140E marche F-PMGV, in località ghiacciaio del Rutor, La Thuile (AO), 25 gennaio 2019)
Inoltre, l'ANSV ha indicato come fattori contribuenti all'accaduto:
- La probabile assenza di comunicazioni radio bilaterali fra gli equipaggi dei due aeromobili nelle fasi di volo precedenti la collisione.
- La limitata o nulla visibilità disponibile per entrambi gli equipaggi verso il settore occupato dall’altro aeromobile, derivante dalla architettura costruttiva dei rispettivi aeromobili, nonché, nel caso dell’elicottero, anche dalla posizione a bordo del comandante.
- La posizione del sole, frontale ad entrambi gli aeromobili, che potrebbe aver significativamente influito sulle capacità di percezione visiva delle rispettive posizioni da parte dei due equipaggi.
- Le criticità presenti a livello informativo nell’AIP Italia, che non rendono agevole la conoscenza della normativa/procedure di interesse da parte degli operatori aeronautici, stranieri inclusi, obbligando chi lo consulti a ricerche non sempre agevoli, senza tacere il fatto che le fonti richiamate sono scritte in lingua italiana e quindi non necessariamente comprensibili da parte di stranieri.
- Il comportamento tenuto a livello organizzativo dall’Aéroclub de Megève; si può infatti ritenere che quest’ultimo fosse a conoscenza, almeno a partire dal 2004 (quando gli fu contestata una infrazione alla normativa italiana) dell’esistenza di limitazioni al volo in territorio italiano, ma che piloti dello stesso abbiano perseverato ugualmente nella pratica di atterrare indifferentemente sui due lati del confine, in particolare, per quanto qui di interesse, in territorio italiano, in violazione della normativa nazionale italiana.»

(ANSV, RELAZIONE D’INCHIESTA - INCIDENTE occorso agli aeromobili AS350 B3 marche I-EDIC e Jodel D.140E marche F-PMGV, in località ghiacciaio del Rutor, La Thuile (AO), 25 gennaio 2019)